# Winfried Mall
Winfried Mall (* 1952) ist ein deutscher Heilpädagoge.

## Leben
Mall studierte Heilpädagogik an der Katholischen Fachhochschule für Sozialwesen in Freiburg und erlangte 1978 einen Abschluss als Diplom-Heilpädagoge (FH). Danach arbeitete er zehn Jahre in Fachdiensten in Komplexeinrichtungen für Behinderte, 15 Jahre in der Begleitung chronisch psychisch kranker Menschen, drei Jahre im Fachdienst in einer Tagesförderstätte, sowie von 2006 bis 2011 als Gruppenleiter in einer Betagtengruppe des Johanneum im Kanton St. Gallen in der Schweiz, einer Einrichtung für Geistig Behinderte. Seither ist Mall freiberuflich tätig in Beratung und Weiterbildung bezogen auf Geistig Behinderte. Seit 2006 ist er wohnhaft in St. Gallen.
Schwerpunkte seiner Arbeit bestehen in der Diagnostik und Förderung von Menschen mit schwerer geistiger Behinderung, Verhaltensprobleme bei geistiger Behinderung, autistisches Verhalten bei Menschen mit geistiger Behinderung und Praxisbegleitung in Einrichtungen der Behindertenhilfe.
Mall entwickelte mit dem Konzept der Basalen Kommunikation einen Weg der „Kommunikation ohne Voraussetzungen“. Es wird inzwischen dem Basiswissen der Heilpädagogik zugerechnet. Daneben ist das Konzept auch in anderen Anwendungsfeldern bekannt, beispielsweise bei der Pflege von Demenzkranken oder in der Sterbebegleitung.
Mit dem Konzept der Sensomotorischen Lebensweisen formulierte er ein  Verständniskonzept für die Lebenssituation von Menschen mit geistiger Behinderung, das die Erkenntnisse von Jean Piaget über die frühe intellektuelle Entwicklung (sensomotorische Phase) mit solchen der Psychologie der vorgeburtlichen und frühkindlichen Entwicklung verbindet und grundlegende Themen der Persönlichkeitsentwicklung benennt.

## Schriften (Auswahl)
- Was kann denn der schon sagen …? Partizipative Teilhabeplanung mit Menschen mit umfassender Beeinträchtigung. In: Zeitschrift Menschen. 1/2020, S. 65–71.
- Menschen mit umfassender Beeinträchtigung Gehör verschaffen. In: Teilhabe 3/2019, Jg. 58, S. 124–128.
- Sensomotorische Lebensweisen. Wie erleben Menschen mit geistiger Behinderung sich und ihre Umwelt? 4. Auflage. Universitätsverlag Winter, Heidelberg 2025, ISBN 978-3-8253-8357-2.
- Kommunikation ohne Voraussetzungen mit Menschen mit schwersten Beeinträchtigungen. 6. Auflage. Universitätsverlag Winter, Heidelberg 2008, ISBN 978-3-8253-8337-4.
- Der Zündfunke für Entwicklung – Was „zündet“ menschliches Lernen? In: Behinderte in Familie, Schule und Gesellschaft. 1/2004.
- Ein Zugang, der bleibt – auch bei Wachkoma oder Demenz. In: J. Boenisch, K. Otto: Leben im Dialog – Unterstützte Kommunikation über die gesamte Lebensspanne. Verlag Loeper, Karlsruhe 2005.